# Comuna Mokleakî, Iemilciîne
Mokleakî (în ucraineană Мокляківська сільська рада) este o comună în raionul Iemilciîne, regiunea Jîtomîr, Ucraina, formată din satele Apollonivka, Kameanohirka și Mokleakî (reședința).

## Demografie
Componența lingvistică a comunei Mokleakî
     Ucraineană (99,33%)
     Alte limbi (0,54%)
Conform recensământului din 2001, majoritatea populației comunei Mokleakî era vorbitoare de ucraineană (99,33%), existând în minoritate și vorbitori de alte limbi.